# Krmanova ulica (Košice)
De Krmanova ulica is een korte straat, met een lengte van slechts 250 meter. Ze is gelegen in de Slowaakse stad Košice, in het zuid-oosten van de oude binnenstad Staré Mesto, ongeveer halverwege tussen het zuidelijk einde van de Hlavná ulica en het spoorwegstation.
De straat begint aan de Rooseveltova en eindigt oostelijk aan de Drevný trh ulica (vertaald: Oude Markt-straat).

## Geschiedenis
Verscheidene gebouwen in deze straat maken deel uit van het beschermd monumentaal erfgoed.
Het gebouw op de hoek met de "Puškinová-straat" is een voorbeeld van de eclectische bouwkunst in Košice. Het werd in 1866 opgetrokken door de plaatselijke architect Péter Jakab. Het heeft een typische structuur met dakkapellen en een slanke erker op de hoek en een torentje met bouwdatum.
In de Krmanová-straat werd in 1922 ook een chassidisch gebedshuis opgetrokken. Dat gebouw met slechts een gelijkgrondse bouwlaag, werd in de jaren 1950 verbouwd en als gevolg van verscheidene ingrepen geleidelijk ontmanteld.

## Naamgeving
De "Krmanova ulica" is thans genoemd naar Daniel Krman (°1663 - † 1740) : een Slowaakse evangelische priester, barokschrijver en vertaler.
In het verleden had de straat meermaals andere namen die als gevolg van sociale of politieke ontwikkelingen veranderd werden:

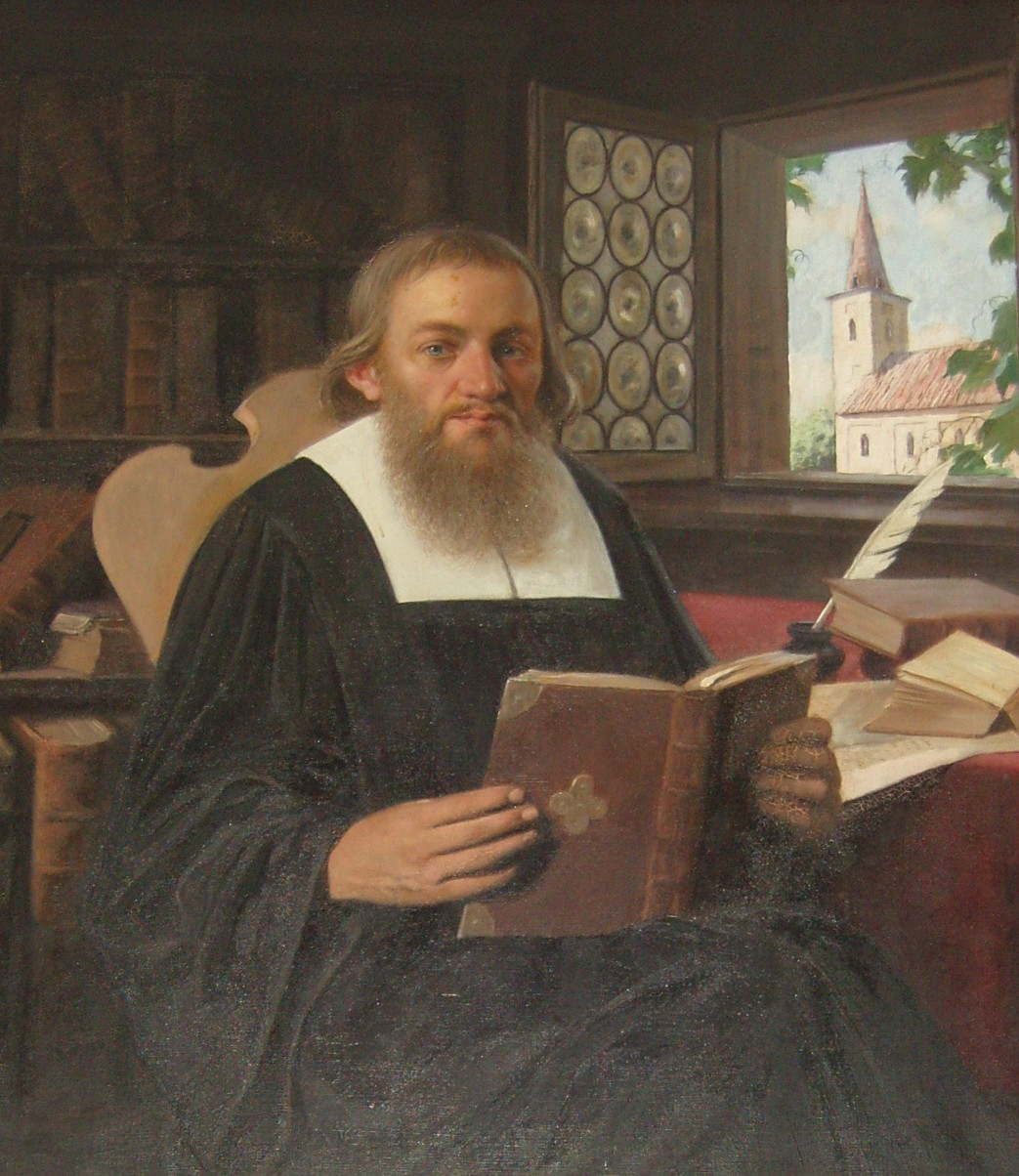
Daniel Krman

| Slowaaks               | Hongaars               | Duits       | Vertaling              |
| ---------------------- | ---------------------- | ----------- | ---------------------- |
| Žltá ulica             |                        | Gelbe Gasse | Gele straat            |
| Žltá ulica             | Sárga utca             |             | Gele straat            |
| Záhradnícka ulica      | Kertész utca           |             | Tuinman-straat         |
| Ulica Imricha Darvasa  | Darvas Imre utca       |             | Imrich Darvas-straat   |
| Ulica Zuzany Balašovej | Balassa Zsuzsanna utca |             | Zuzana Balašová-straat |
| Krmanova ulica         |                        |             | Krmanova-straat        |

## Zijstraten
De zijstraten zijn : Puškinova ulica en Čajkovského ulica.

## Illustraties

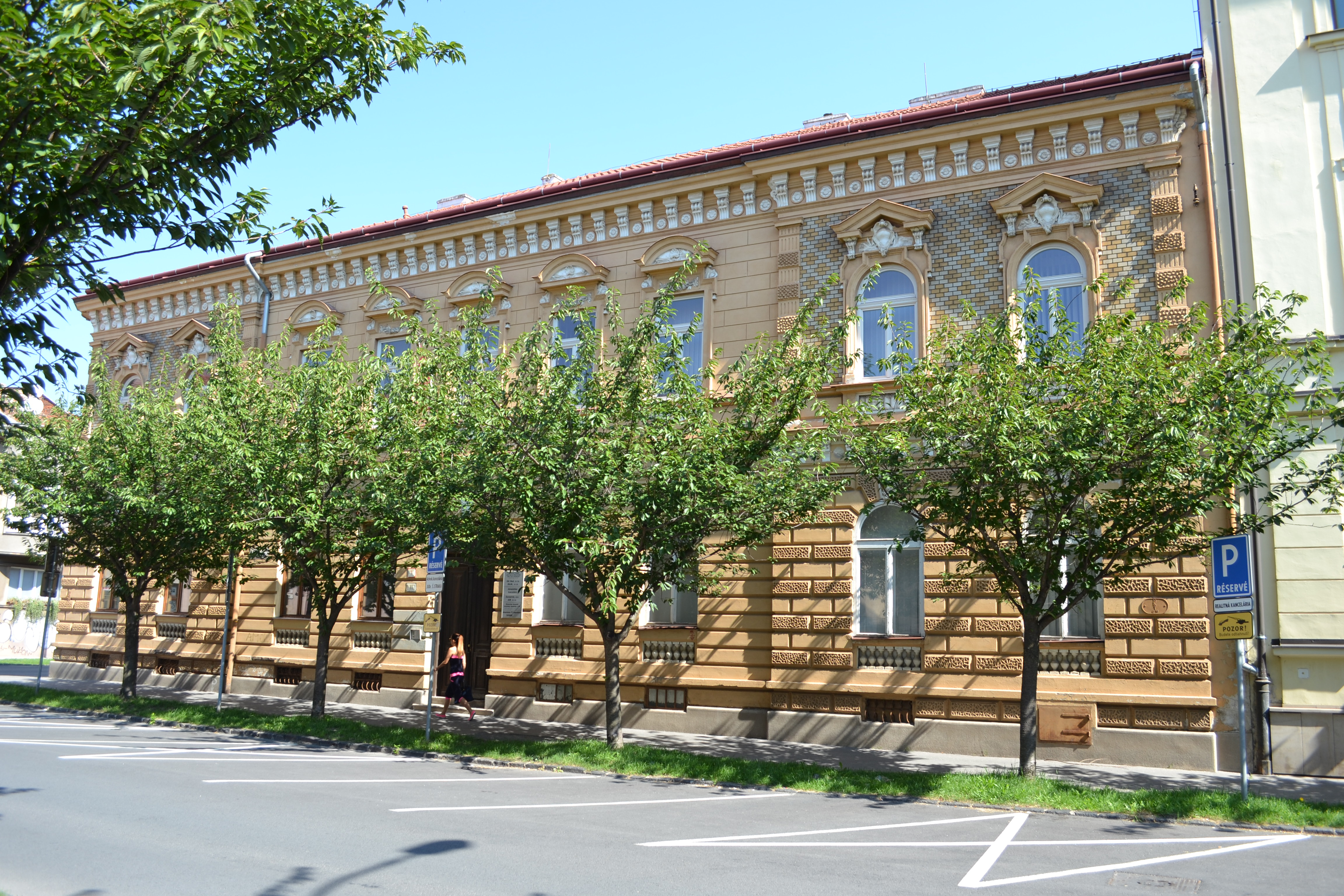
Krmanova ulica 1
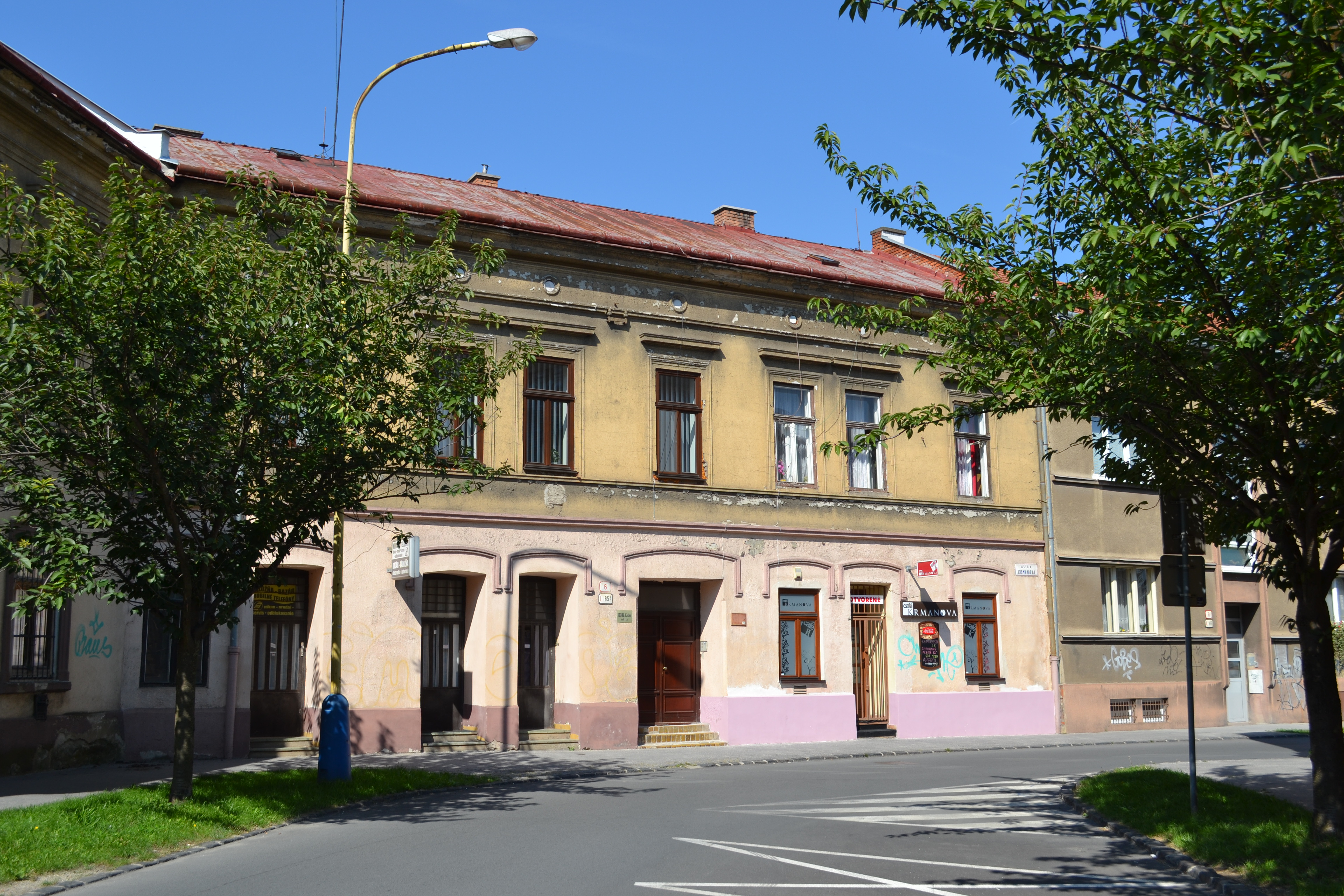
Krmanova ulica 6
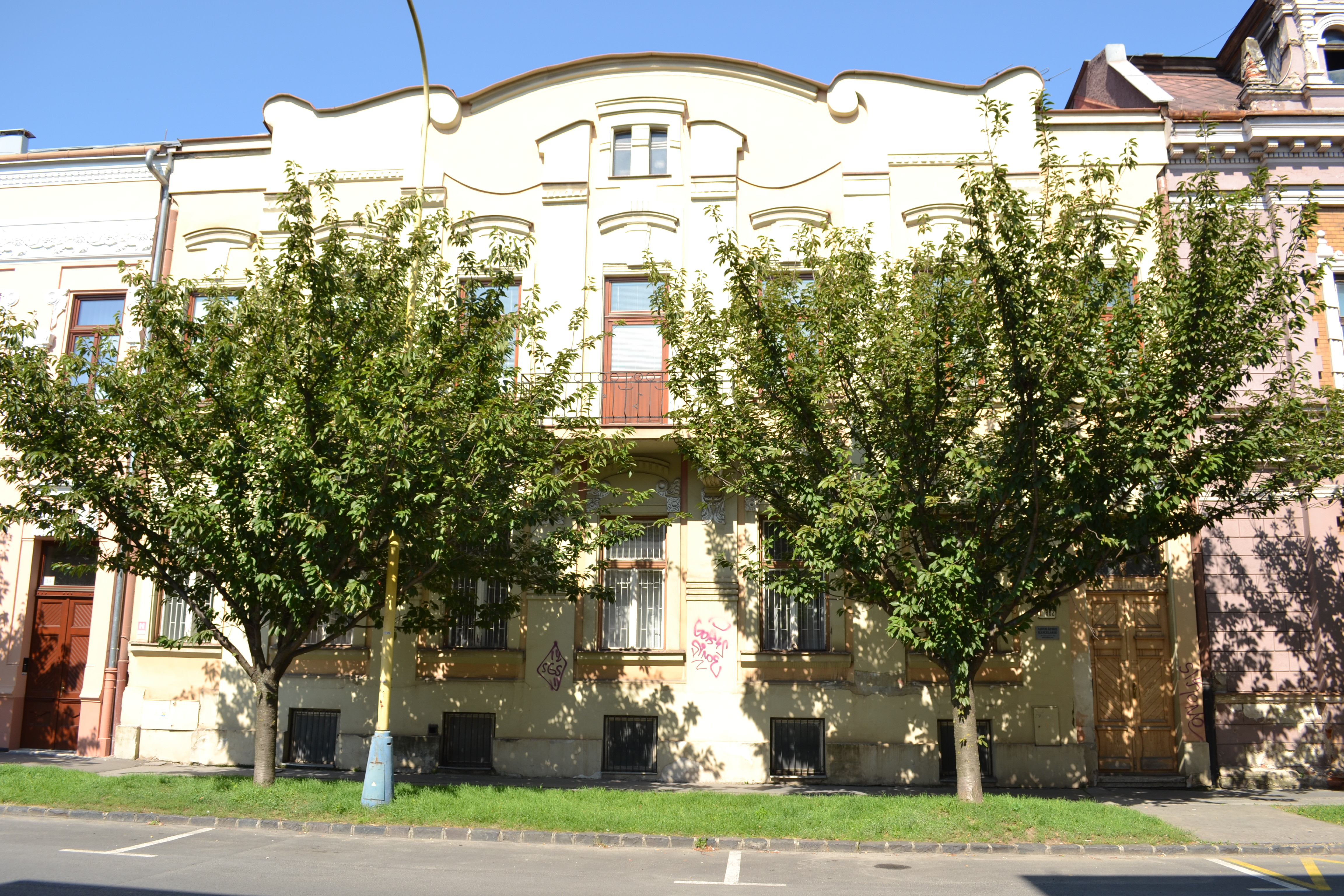
Krmanova ulica 16
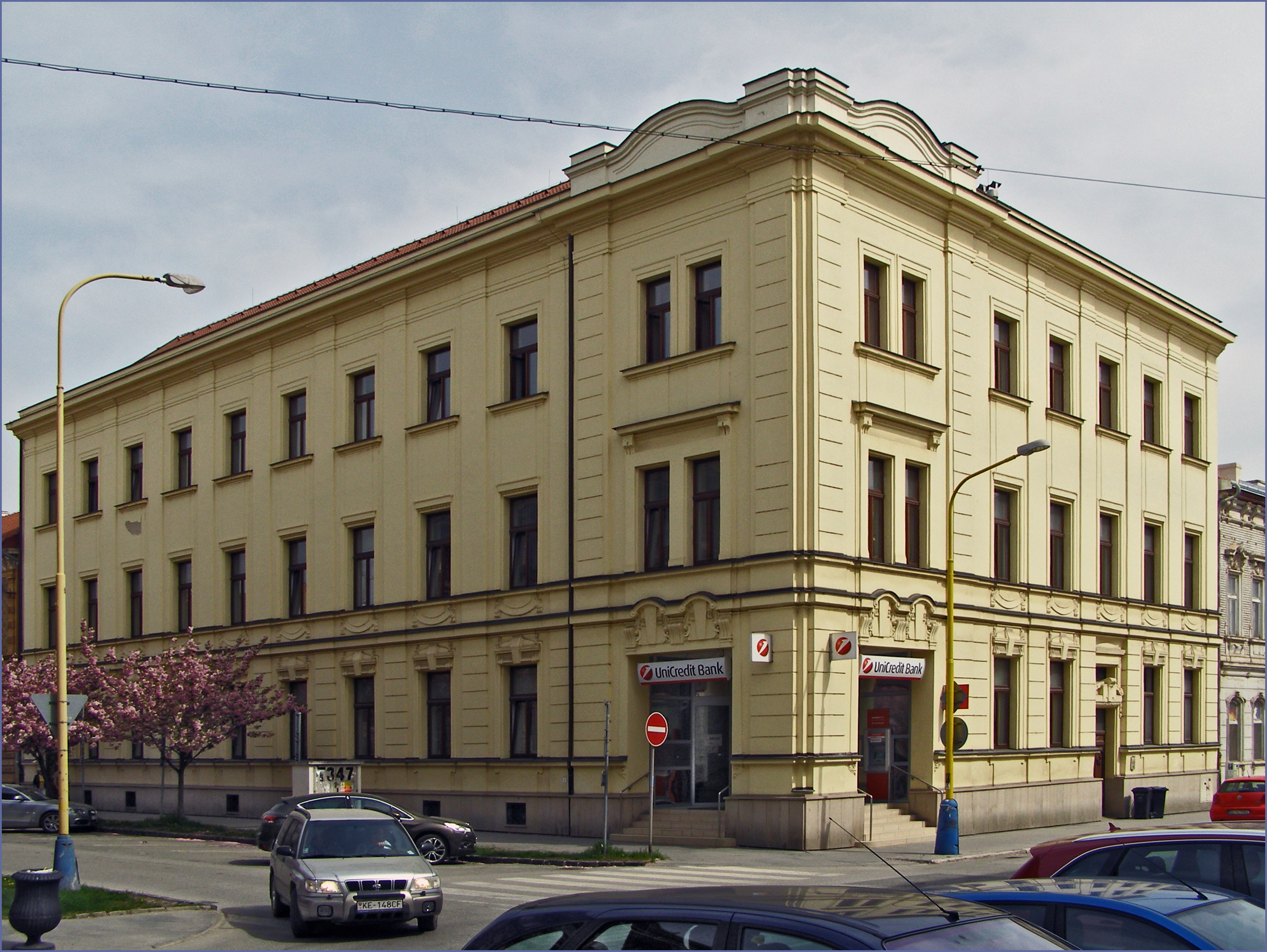
Hoek met de "Rooseveltova".
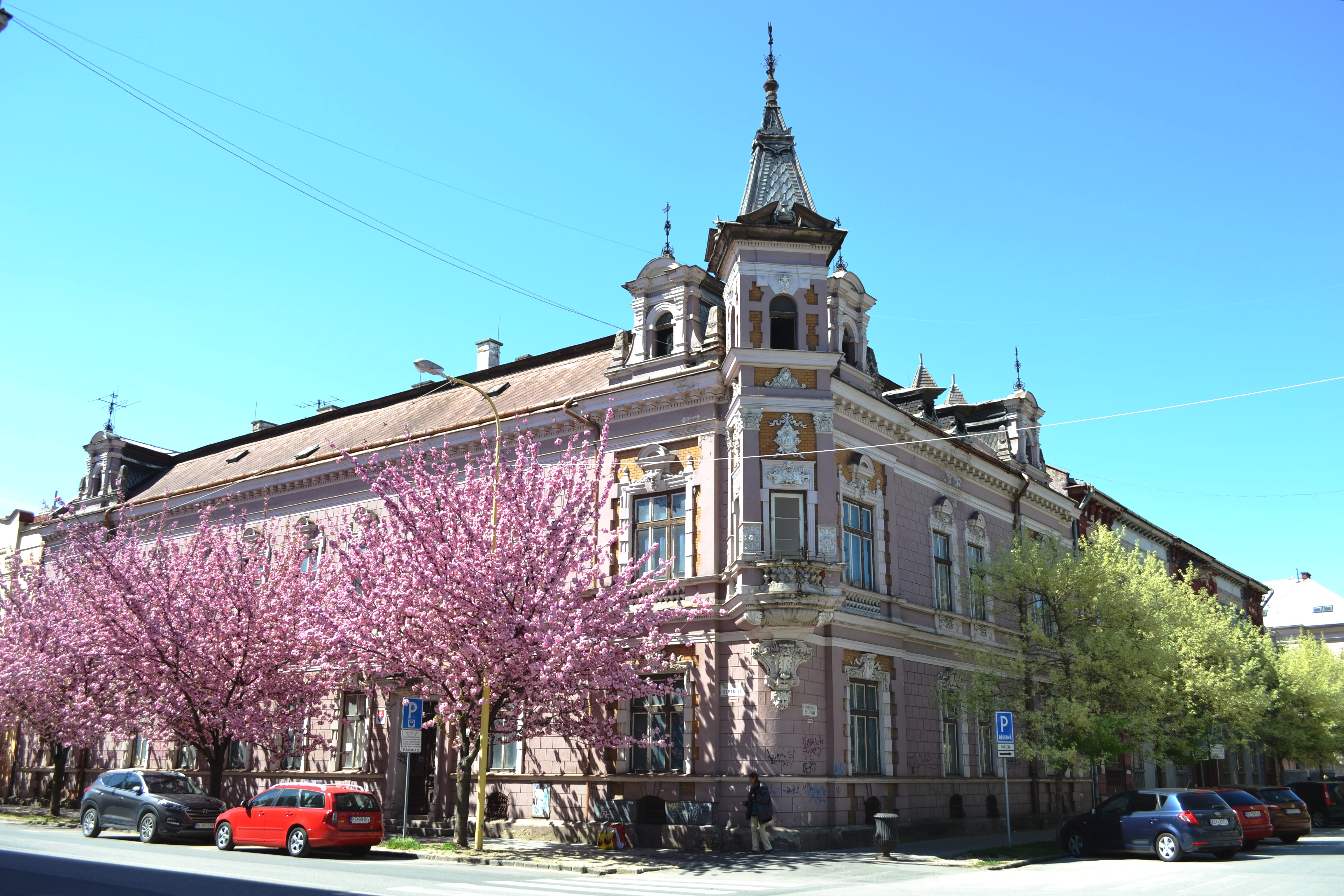
Krmanova ulica 18, hoek met "Puškinova". Gebouwd door architect: Péter Jakab (1866).